# Finnegan Wakes
Finnegan Wakes è un album dal vivo del gruppo musicale irlandese The Dubliners, pubblicato nel 1966.

## Tracce
Lato A
1. Finnegan's Wake – 3:13 (Tradizionale; arrangiamento The Dubliners)
2. Sunshine Hornpipe / The Mountain Road – 3:28 (Tradizionale; arrangiamento The Dubliners)
3. Monto – 3:24 (Tradizionale; arrangiamento The Dubliners)
4. The Dublin Fusiliers – 2:38 (Tradizionale; arrangiamento The Dubliners)
5. Chief O'Neill's Favourite – 2:17 (Tradizionale; arrangiamento The Dubliners)
6. The Sea Around Us – 3:14 (Dominic Behan)

Durata totale: 18:14
Lato B
1. McAlpine's Fusiliers – 3:01 (Dominic Behan)
2. Hot Asphalt – 3:40 (Tradizionale; arrangiamento The Dubliners)
3. The Glendalough Saint – 2:27 (Tradizionale; arrangiamento The Dubliners)
4. Within a Mile of Dublin – 2:17 (Tradizionale; arrangiamento The Dubliners)
5. Will You Come to the Bower – 5:04 (Tradizionale; arrangiamento The Dubliners)
6. Nelson's Farewell – 3:14 (Joe Dolan)

Durata totale: 19:43
- Brano A1: nell'ellepì originale il titolo riportato è Sunshine Hornpipe / The Mountain Road, nella ristampa CD è indicato Medley: a) Sunshine Hornpipe b) Mountain Road.
- Brano B4: nell'ellepì originale il titolo riportato è Within a Mile of Dublin, mentre nella ristampa CD è indicato Within a Mile from Dublin.
- Brano B6: nell'ellepì originale il titolo riportato è Nelson's Farewell, mentre nella ristampa CD è indicato Nelson's Farewell (Medley): a) Dublin b) Nelson's Farewell.

Edizione CD del 2003, pubblicato dalla Castle Music Records (CMRCD787)
1. Finnegan's Wake – 3:13 (Tradizionale; arrangiamento The Dubliners)
2. Medley – 3:28 (Tradizionale; arrangiamento The Dubliners)
3. Monto – 3:24 (Tradizionale; arrangiamento The Dubliners)
4. The Dublin Fusiliers – 2:38 (Tradizionale; arrangiamento The Dubliners)
5. Chief O'Neill's Favourite – 2:17 (Tradizionale; arrangiamento The Dubliners)
6. The Sea Around Us – 3:14 (Dominic Behan)
7. Finnegan Wakes – 0:35 (Tradizionale; arrangiamento The Dubliners)
8. McAlpine's Fusiliers – 3:01 (Dominic Behan)
9. Hot Asphalt – 3:40 (Tradizionale; arrangiamento The Dubliners)
10. The Glendalough Saint – 2:27 (Tradizionale; arrangiamento The Dubliners)
11. Within a Mile of Dublin – 2:17 (Tradizionale; arrangiamento The Dubliners)
12. Will You Come to the Bower? – 5:04 (Tradizionale; arrangiamento The Dubliners)
13. Nelson' Farewell (Medley) – 3:14 (Joe Dolan (testo), tradizionale (musiche))
14. Master McGrath – 3:58 (Tradizionale; arr. The Dubliners (da un poema di James Custer)) – Bonus Track - The Dubliners EP
15. Walking in the Dew – 1:23 (Tradizionale; arrangiamento The Dubliners) – Bonus Track - The Dubliners EP
16. The Cook in the Kitchen – 2:16 (Tradizionale; arrangiamento The Dubliners) – Bonus Track - The Dubliners EP
17. Boulevogue – 2:53 (Tradizionale; arrangiamento The Dubliners) – Bonus Track - The Dubliners EP
18. Off to Dublin in the Green – 2:25 (Tradizionale, adattamento e arrangiamento The Dubliners) – Bonus Track - The Dubliners EP
19. The Foggy Dew – 3:23 (Tradizionale; arrangiamento The Dubliners) – Bonus Track - The Dubliners EP
20. Gwenther/Paddy – 2:42 (Tradizionale; arrangiamento The Dubliners) – Bonus Track - Unreleased Track

Durata totale: 57:32

## Formazione
- Ronnie Drew - voce, chitarra
- Luke Kelly - voce, banjo
- Barney McKenna - banjo, mandolino
- Ciarán Bourke - voce, tin whistle
- John Sheahan - fiddle, tin whistle, mandolino[1]

Note aggiuntive
- Nathan Joseph - produttore
- Registrato dal vivo al Gate Theatre di Dublino, Irlanda, 26/27 aprile 1966 con l'assistenza di Silverpine Studios, Bray
- Martin Haines - ingegnere della registrazione
- Brian Shuel - copertina[2]